# Sinfonisches Blasorchester Ulm

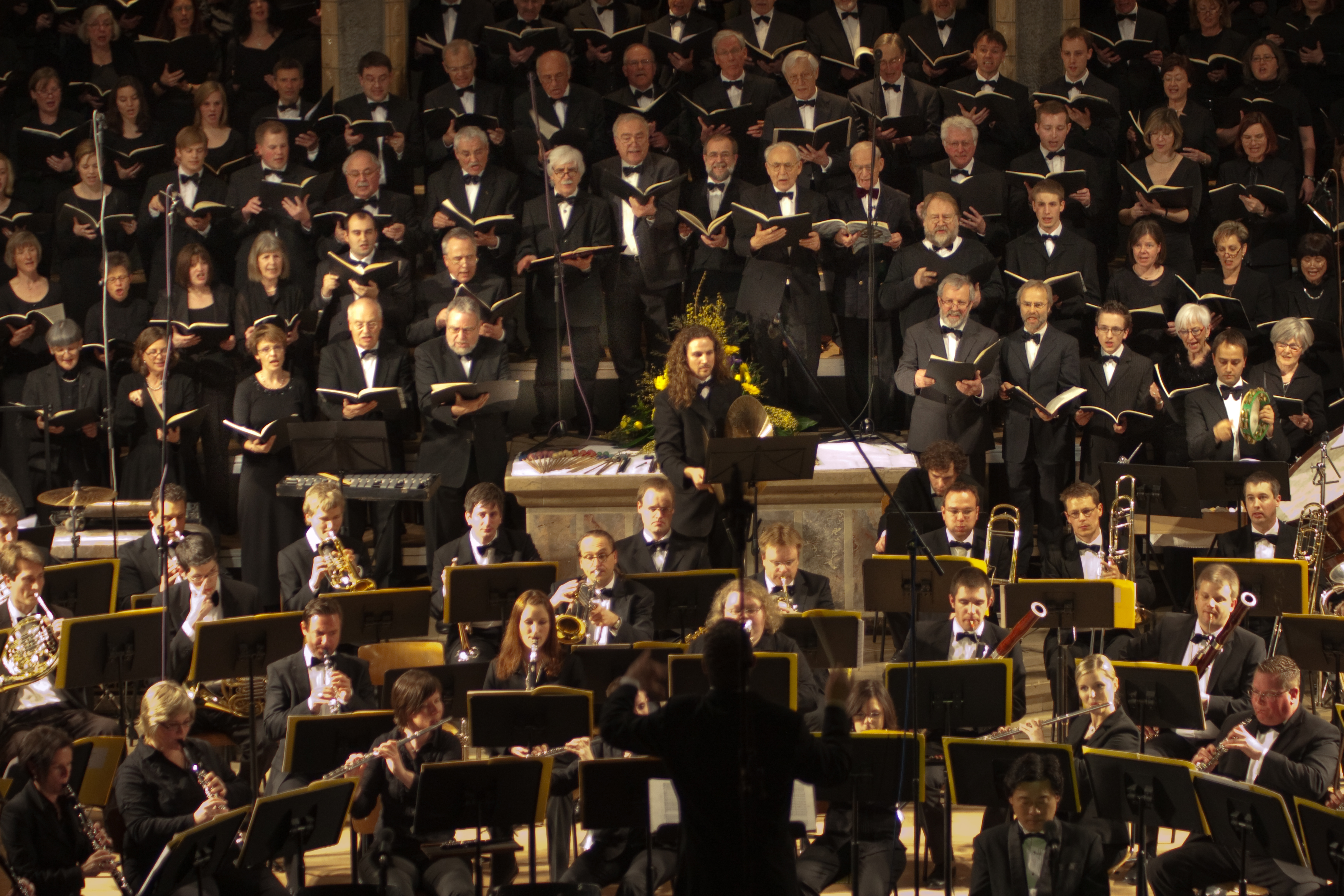
Das Sinfonische Blasorchester Ulm zusammen mit dem Oratorienchor Ulm bei einer Aufführung von Carmina Burana in der Pauluskirche in Ulm

Das Sinfonische Blasorchester Ulm ist ein unabhängiges und selbständiges überregionales Blasorchester aus Ulm (Donau).

## Geschichte
Das SBU wurde Ende 1992 unter der musikalischen Leitung von Kreso Pascuttini und der Trägerschaft der Ulmer Jugendblasorchesters Ulmer Knabenmusik – ukm gegründet. Ziel war es, den Musikern, die aus Altersgründen aus der ukm ausscheiden mussten und für die es in der Region kein entsprechendes Orchester gab, ein Auffangbecken zu bieten. Das Sinfonische Blasorchester Ulm stand darüber hinaus aber von Beginn an allen an hochklassiger sinfonischer Blasmusik interessierten Musikern der Region offen. Das erste öffentliche Konzert erfolgte am 9. Mai 1993 im Ulmer Kornhaus zusammen mit dem Sinfonischen Orchester der Ulmer Knabenmusik. Anfang 1994 machte sich das Sinfonische Blasorchester Ulm selbständig und umfasste in den beiden unter der Leitung des international tätigen Dirigenten Douglas Bostock stehenden Arbeitsphasen I/96 und II/96 jeweils etwa fünfzig Musiker aus dem gesamten süddeutschen Raum. Seit Anfang 1997 ist das SBU aus rechtlichen und organisatorischen Gründen ein eingetragener gemeinnütziger Verein. 

## Arbeitsweise
Die musikalische Arbeit findet projektbezogen in zwei Arbeitsphasen pro Jahr statt, die aus jeweils mehreren Probenphasen (Wochenenden) und ein oder mehreren abschließenden Konzerten bestehen. Ein Instrumentalunterricht für die Mitglieder des Orchesters wird vom SBU selbst nicht angeboten. Das Sinfonische Blasorchester Ulm versteht sich aufgrund der Arbeitsaufteilung in Probenphasen und den fehlenden Instrumentalunterricht der Mitglieder nicht als Konkurrenz zu regelmäßig probenden Blasorchestern der Region, sondern als zusätzliches und ergänzendes Angebot für ambitionierte Musiker dieser Orchester, die sich durch ihr Mitwirken beim SBU weiterentwickeln und ihren Orchestern wertvolle musikalische Anregungen weitergeben können.

## Dirigenten
Nach dem Tod des Gründungsdirigenten Kreso Pascuttini wurde 1996 die Leitung des Sinfonischen Blasorchesters Ulm von dem international tätige Dirigent Douglas Bostock (u. a. Tōkyō Kōsei Wind Orchestra, Aargauer Symphonie Orchester) übernommen.

## Solisten
Neben Solisten aus den eigenen Reihen treten bei den Konzerten des SBU regelmäßig auch international anerkannte Solisten auf. So hat das Orchester mehrfach mit dem italienischen Pianisten Antonio Piricone oder dem dänischen Schlagzeuger Mikel Ibb konzertiert.

## Werke
Das Repertoire des Orchesters umfasst mittlerweile nahezu alle großen Originalwerke der sinfonischen Blasmusik. Immer wieder werden dabei über mehrere Konzerte gehende Schwerpunkte mit Werken einzelner Komponisten (z. B. Malcolm Arnold, Joseph Horovitz) gesetzt. Des Weiteren bietet das Orchester immer wieder in Europa und der westlichen Welt wenig unbekannte Werke aus dem asiatisch / japanischen Raum dar. Auch zeichnet das SBU für eine ganze Reihe von Erst- und Uraufführungen verantwortlich.